# West-Kalimantan
West-Kalimantan (Indonesisch: Kalimantan Barat) is een provincie van Indonesië. Het is een van de vier provincies van Kalimantan, het Indonesische deel van het eiland Borneo. De hoofdstad van West-Kalimantan is de stad Pontianak, die vrijwel op de evenaar ligt. De provincie ligt in tijdzone UTC+7.
De provincie heeft een oppervlakte van 146.807 km² met een bevolkingsaantal van ongeveer 3,8 miljoen inwoners (census van 2000). De grootste etnische groepen zijn de Dajaks, Maleiers en Chinezen (samen ongeveer 90% van de totale populatie). Verder wonen er onder andere ook Javanen, de Buginezen en Madoerezen.
West-Kalimantan heeft 12 gemeenten, waarvan 2 kota (otonom) (urbane gemeenten):
- Pontianak
- Singkawang

en 12 kabupaten (rurale gemeenten):
- Sambas
- Bengkayang
- Pontianak
- Ketapang
- Landak
- Sanggau
- Sekadau
- Sintang
- Melawi
- Kapuas Hulu (Opper-Kapoeas)
- Kayong Utara (Noord-Kajong)
- Kubu Raya